# Gudme
Gudme – miasto w Danii, w regionie Dania Południowa, w gminie Svendborg, na wyspie Fionia.